# Sokolicaklostret
Sokolicaklostret (serbiska: Манастир Соколица/Manastir Sokolica) eller Sankt Görans kloster (Манастир Светог Ђорђа/Manastir Svetog Đorđa) är ett serbisk-ortodoxt kloster beläget i byn Ravna Romanija i Sokolac kommun i staden Istočno Sarajevo i Serbiska republiken i Bosnien och Hercegovina.
Klostret är helgat åt den romerska soldaten, martyren och helgonet Sankt Göran.

## Historik
Sokolicaklostrets klosterkyrka byggdes ursprungligen som en vanlig kyrkobyggnad under 2002, men förklarades som ett kloster 2005.
Klostret byggdes för att hedra de soldater som stred på Serbiska republikens sida under Bosnienkriget (1992 - 1995).

## Inventarier
Inne i klostret finns plattor gjorda av marmor som har 4 000 namn på soldater som stred på Serbiska republikens sida under kriget, men även 25 frivilliga från Ryssland.

## Kapell
Nära Sokolicaklostrets ingång finns ett kapell som är helgat åt den serbisk-ortodoxa metropoliten Petar Zimonjić som dog i koncentrationslägret i Jasenovac under andra världskriget.

## Turism
Sokolicaklostret besöks ofta av lokalbefolkningen, men även av många östortodoxa kristna från Serbien och Montenegro.

## Bilder

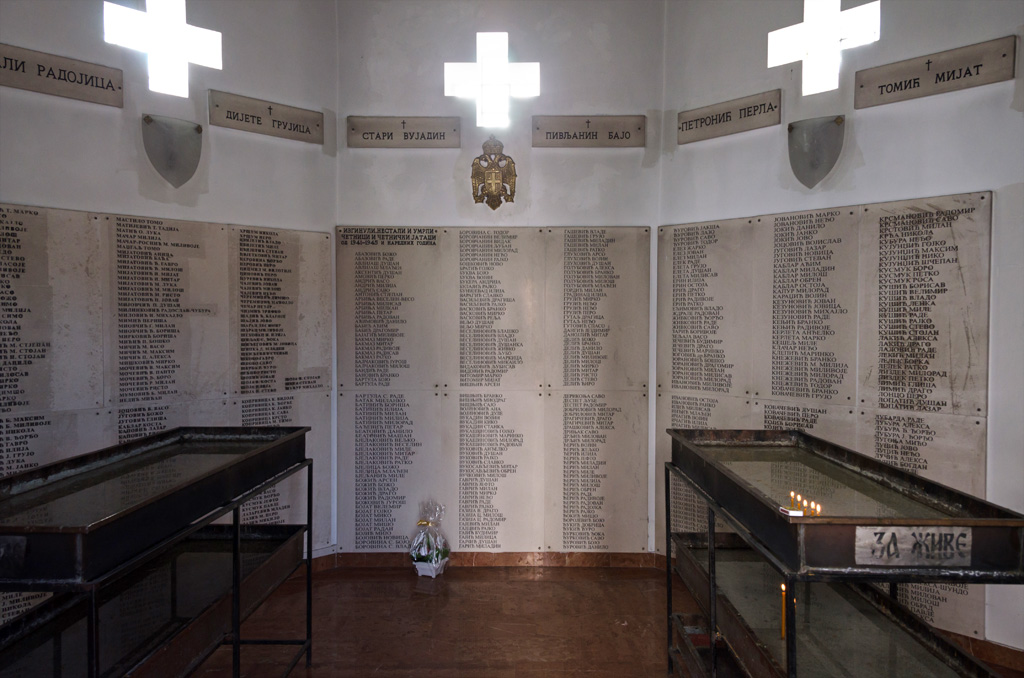
Klostrets interiör.